# Récif Menzies
Le récif Menzies (en anglais Menzies Reef, en mandarin Méngzì jiāo (en sinogrammes 蒙自礁)), en philippin Lakandula, en vietnamien Đá An Lão, ) est un récif des îles Spratleys situé en mer de Chine méridionale.

## Géographie
Le récif Menzies se trouve à l'extrémité nord-est du banc Loaita, l'une des formations maritimes importantes des îles Spratleys. Le banc Loaita mesure environ 20 milles marins (37 km) de long sur son axe du nord-est au sud-ouest et s'étend de l'île Loaita au nord-ouest de Dangerous Ground.
La plateforme récifale peu profonde la plus proche sur le banc Loaita est le récif Kugui Nord, à plus de 25 milles marins au sud-ouest. En dehors du banc Loaita, les caractéristiques géographiques peu profondes les plus proches sont l'île West York, à plus de 13 milles marins au sud-est et le récif Irving, à plus de 16 milles marins au sud-sud-est.
Le récif Eastern sur les récifs Thitu se trouve à 24 milles marins au sud-ouest.
La plateforme corallienne du récif Menzies a la forme d'un doigt pointé vers le nord-est. Elle s'étend sur 11 km le long de son axe nord-ouest-sud-est et 8,5 km le long de son axe nord-est-sud-ouest. Le récif Menzies a au moins 1,3 mètres de profondeur. La superficie de cette entité est d'environ 15 km2.
Le platier récifal couvre 1,96 km2, la pente récifale couvre 9,47 km2 et les buttes et têtes de corail entre les côtés nord-ouest et sud-est de la pente récifale couvrent 18,31 km2.
| Récifs Thitu Đá An Nhơn Bắc Đá An Nhơn Đá An Nhơn Nam Đá Sa Huỳnh Île Loaita Caye Loaita Loaita Nan Récif Menzie Bãi Đường Île West York Récif Irving Image satellite du banc Loaita et des récifs environnants prise par la NASA. |

## Litige territorial
Le récif Menzies est actuellement contrôlé par les Philippines mais la Chine, le Viêt Nam et Taïwan en revendiquent la souveraineté.